# Hydroxylradicaal

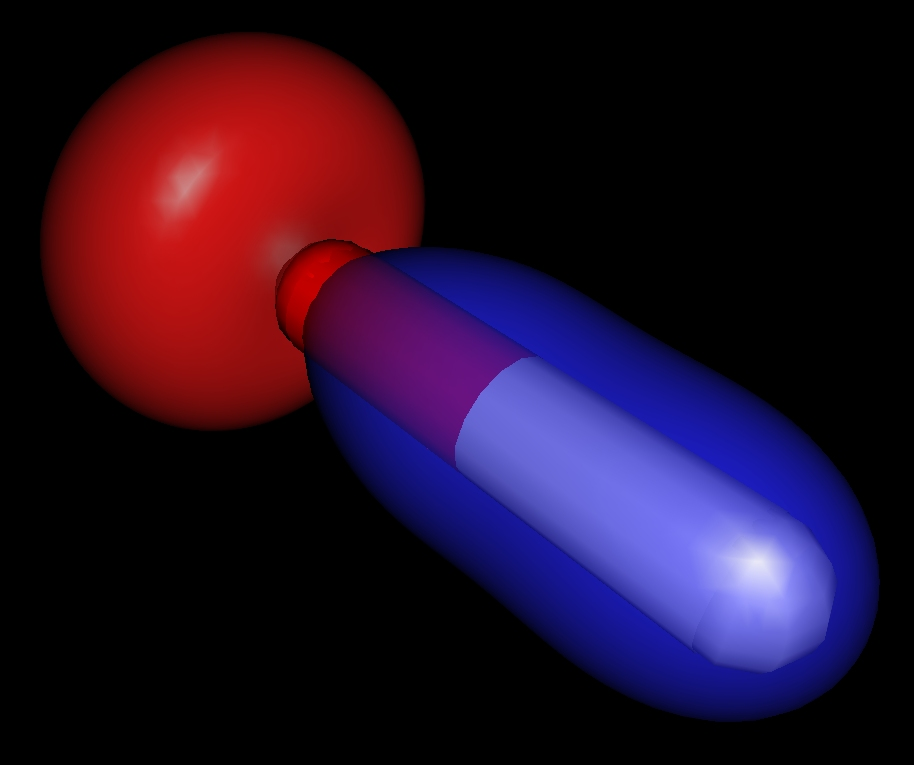
Molecuulmodel van hydroxylradicaal

Hydroxyl is een radicaal bestaande uit één zuurstofatoom en één waterstofatoom. In formulevorm is dit {\displaystyle \mathrm {OH^{\bullet }} }. Dit radicaal komt in lage concentraties voor in bepaalde luchtlagen van de aardse atmosfeer. Het kan gevormd worden door fotolyse van watermoleculen en de concentratie ervan kan bepaald worden met behulp van methoden als DOAS.
De benaming hydroxyl wordt ook gebruikt voor een wijdverbreide functionele groep in de organische chemie, zie: hydroxylgroep. Het ion OH− dat door vele basen geproduceerd wordt, is het hydroxylion.
In 1963 werd OH emissie in het interstellair medium gedetecteerd. Vaak wordt het daar waargenomen als maseremissie.